# Спорт топлумы
Стадион «Спорт топлумы» (туркм. Mary sport toplumy) — стадион многоцелевого использования в Мары, Туркменистан. Является домашней ареной футбольного клуба «Мерв» и вмещает 10 000 зрителей. Открыт в 2009 году.

## История
Стадион открыт в апреле 2009 года. Возведён турецкой компанией «Кылыч Иншаат». Стоимость строительства 20 млн долларов.
Матч открытия состоялся в июле 2009 года, когда «Мерв» сыграл с афганским «Истиглалом» (6:0).
Помимо стадиона на 10 тыс. зрителей на территории спортивного комплекса построены гимнастический, боксёрский, борцовский и тренажёрный залы, теннисные корты, баскетбольные, мини-футбольные и волейбольные площадки.